# Simon Oakland
Simon Oakland, född 28 augusti 1915 i Brooklyn i New York, död 29 augusti 1983 i Cathedral City, Kalifornien, var en amerikansk skådespelare på scen, film och TV.
Han började uppträda som violinist, ett intresse som han kunde utöva under hela sin skådespelarkarriär. Oakland började agera på scen under senare delen av 1940-talet och medverkade i en rad Broadwaysuccéer som Light Up the Sky, The Shrike och Inherit the Wind. TV-debuten skedde i TV-serien Big Town 1951 och filmdebuten i Skräckens timmar 1951.

## Filmografi i urval

### Film
- 1955 – Skräckens timmar – Polis
- 1958 – Bröderna Karamazov – Mavrayek
- 1958 – Jag vill leva! – Edward S. "Ed" Montgomery
- 1960 – Jack Diamonds uppgång och fall – Moody
- 1960 – Vem var bruden? – Belka
- 1960 – Psycho – Doktor Fred Richman
- 1960 – Nattens vargar – William Tobin
- 1961 – West Side Story – Schrank
- 1962 – Drömsheriffen – Nick
- 1962 – Ung mans äventyr – Joe Boulton
- 1964 – Bas 3 Top Secret – Tasserly
- 1966 – Kanonbåten San Pablo – Stawski
- 1967 – Tony Rome – Rudy Kosterman
- 1968 – Bullitt – Sam Bennett
- 1970 – En vacker dag kan man se hur långt som helst – Doktor Conrad Fuller
- 1971 – De jagade – Matthew Gunn
- 1971 – Scandalous John – Barton Whittaker
- 1971 – Chato's Land – Jubal Hooker
- 1973 – Den grymme, den starke, den fege – Polis
- 1977 – Den okände Kennedy – Delaney

### TV
- 1951 – Big Town (TV-serie) – The First Robin
- 1963 – Min vän från Mars (TV-serie) – Murphy
- 1965 – Svindlande affärer (TV-serie) – Absoalom MacBride